# Martin Půta

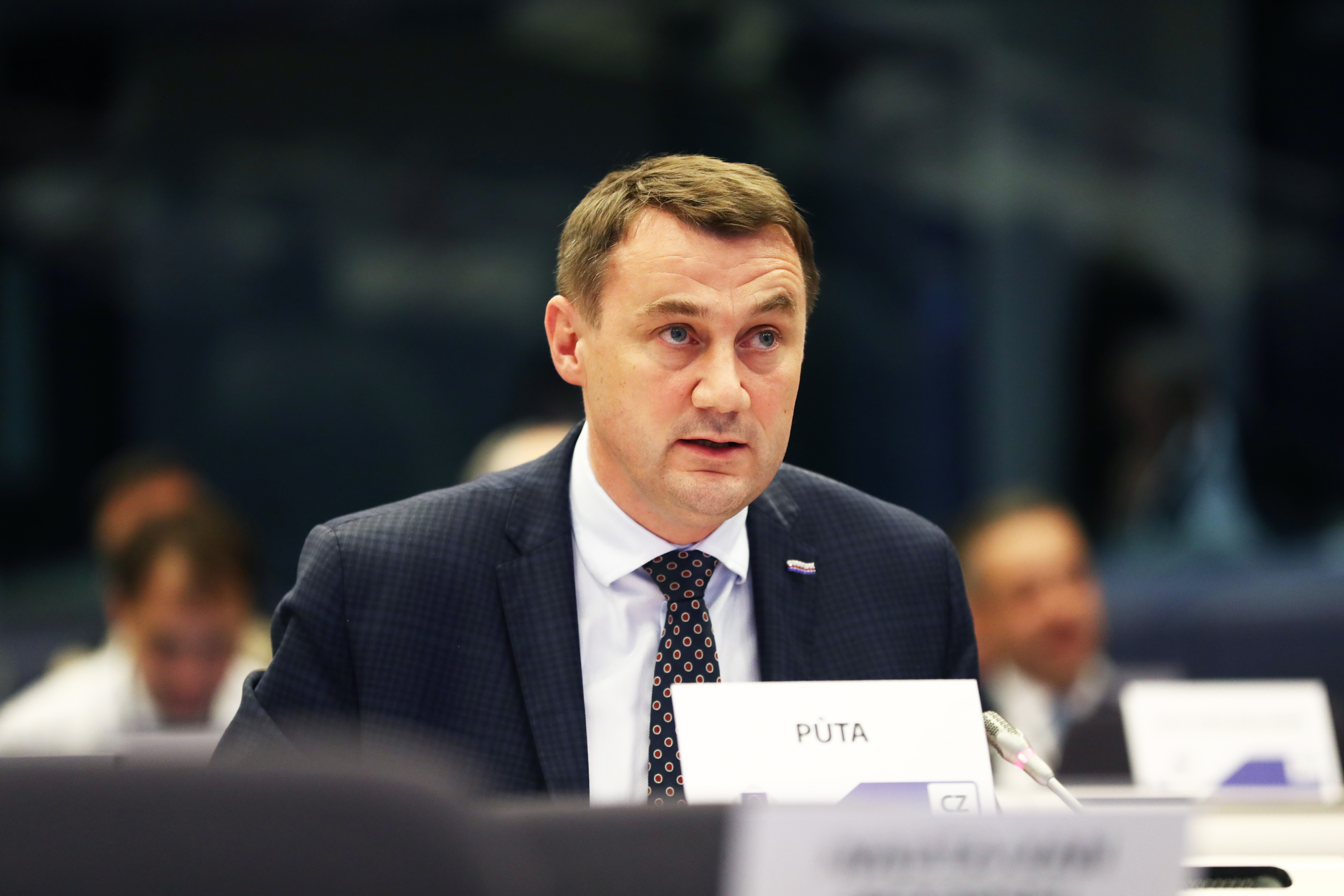
Martin Půta, 2019

Martin Půta (* 13. September 1971 in Liberec) ist ein tschechischer Politiker der Partei Starostové pro Liberecký kraj (deutsch: Bürgermeister für den Kreis Liberec). Er ist seit November 2012 Hejtmann des Kreises Liberec und seit April 2014 der stellvertretende Vorsitzende des Verbands der Kreise in der Tschechischen Republik. Außerdem ist er der Vorsitzende seiner Partei im Kreis Liberec. Bei der Abgeordnetenhauswahl 2017 erlangte Půta ein Mandat, welches er einen Monat später wieder abgab. Půta war Bürgermeister der Stadt Hrádek nad Nisou und Vorsitzender der Euroregion Neiße.

## Leben
Im Jahr 1989 erlangte Půta am Liberecer Gymnasium F. X. Šaldy sein Abitur. In den Jahren 1992 bis 2002 arbeitete er als Produktionsleiter in einer Firma in seinem Wohnort Hrádek nad Nisou. Dort lebt er bis heute mit seiner polnischen Frau und seinen beiden Kindern.
An der Metropoluniversität Prag in Prag studierte Půta Internationale Beziehungen und öffentliche Verwaltung.

## Politik

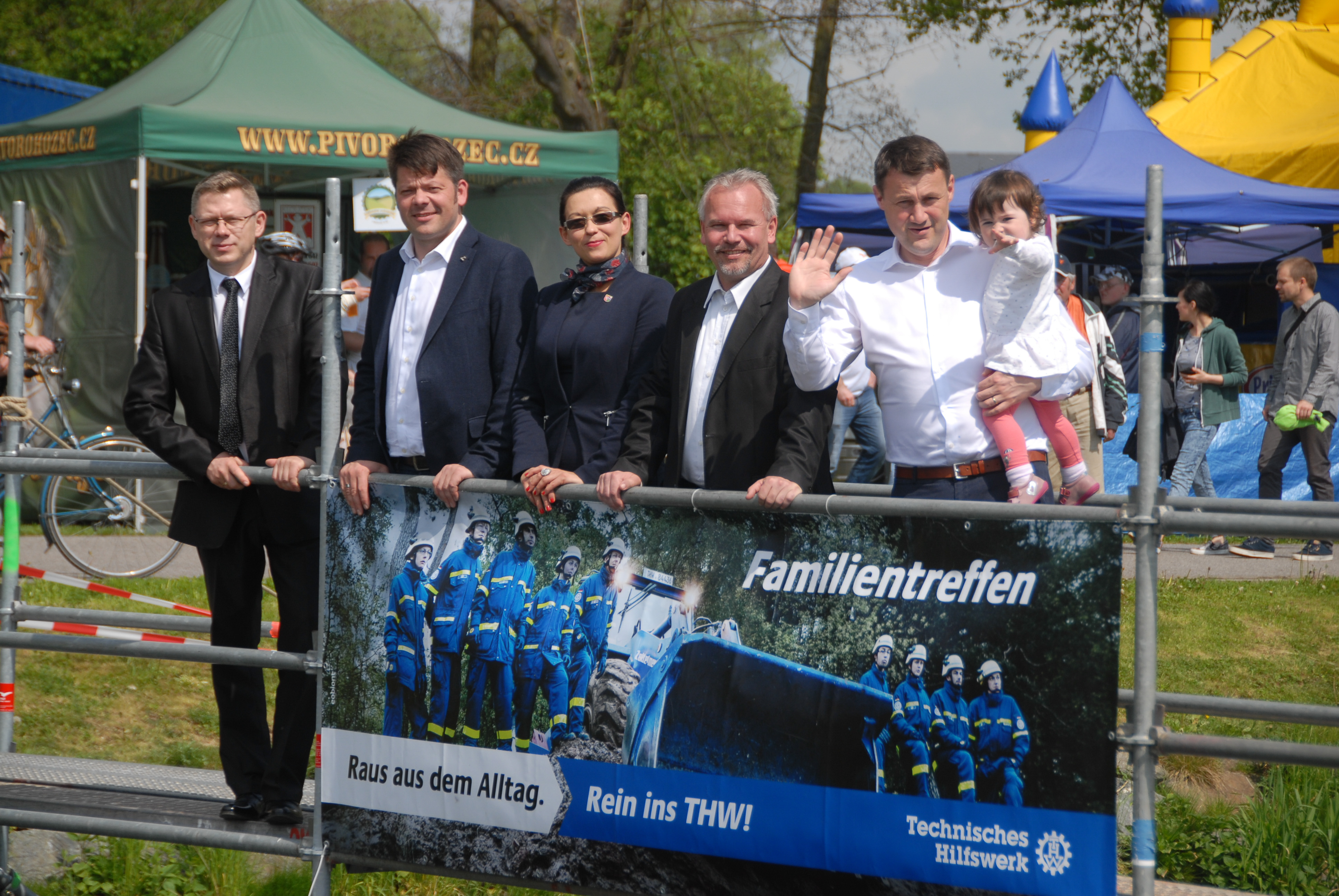
Martin Půta und seine Tochter (r.) auf dem Fest am Dreiländereck 2017 mit Politikern aus dem Dreiländereck

Im Jahr 2002 wurde Martin Půta, welcher in der Wählervereinigung Hrádek potřebuje změny! (deutsch: Hrádek braucht Veränderungen!) aktiv war, zum Bürgermeister der Stadt Hrádek nad Nisou gewählt. Diesen Posten verteidigte er im Jahr 2006 und 2010. Seit dem Jahr 2005 ist Půta Mitglied im Rat der Euroregion Neiße, wurde im Jahr 2007 zum stellvertretenden und im Jahr 2011 dann zum Vorsitzenden des Rats gewählt.
Seit dem Jahr 2007 ist Půta Vertreter im Kreisrat des Kreises Liberec. In den Jahren 2007 bis 2011 war er Vorsitzender des Verbands der Gemeinden der Region Liberec, jetzt ist er deren stellvertretende Vorsitzende. In den Jahren 2004 bis 2008 war er Mitglied der Partei für eine offene Gesellschaft, seit dem Jahr 2008 ist er Mitglied in der politischen Bewegung Starostové pro Liberecký kraj (deutsch: Bürgermeister für den Kreis Liberec), für welche er in den Regionalwahlen 2012 als Kandidat für den Posten des Hejtmans des Liberecer Kreises antrat. Er gewann die Wahl und trat sein Amt am 27. November 2012 an. Die Wahlen waren begleitet von verwirrenden Aussagen und eines Boykotts, welcher von Seiten der Konkurrenz kam. Aufgrund seines neuen Amtes gab er am 19. Dezember 2012 seine Funktion als Bürgermeister der Stadt Hrádek nad Nisou ab. Sein Nachfolger wurde Josef Horinka.
Im März 2014 trat er aus der Partei Starostové pro Liberecký kraj aus und ging in die Partei Starostové a nezávislí (STAN; deutsch: Bürgermeister und Unabhängige). Grund hierfür war ein tschechisches Gesetz, welches die Mitgliedschaft in zwei verschiedenen politischen Organisationen verbietet; Půta jedoch wollte für den Vorsitzenden der neuen Partei landesweit kandidieren. Am 28. März 2014 wurde er mit allen 160 Stimmen auf der Parteiversammlung in Prag zum Vorsitzenden der STAN-Partei gewählt. Am 30. April 2014 wurde er außerdem zum stellvertretenden Vorsitzenden des Verbands der Kreise in der Tschechischen Republik gewählt.
Am 21. Dezember 2015 trat er vom Vorsitz der STAN-Partei zurück, nachdem er diese Position bereits seit November 2014 wegen polizeilicher Ermittlungen zu Korruptionsvorwürfen nicht ausgeübt hatte.
Bei der Abgeordnetenhauswahl 2017 der Tschechischen Republik erlangte Půta ein Mandat als Kandidat für seine Partei STAN im Kreis Liberec. Er konnte 4470 der Stimmen auf sich vereinen und wurde somit Abgeordneter. Am 24. November 2017 gab er bekannt, dass er sein Mandat für das Abgeordnetenhaus niederlegt, um sich auch weiterhin der regionalen Politik zu widmen. Petr Pávek wurde sein Nachfolger im Parlament. Am 6. November desselben Jahres gab er bekannt, dass er seine Mitgliedschaft in der STAN niederlegt und zurück in die Partei Starostové pro Liberecký kraj kehrt. Einen Tag später wurde er zum Vorsitzenden der Partei gewählt.
In einem Gerichtsverfahren zu Korruptionsvorwürfen um den Auftrag zur Restaurierung der Liberecer Maria-Magdalena-Kirche forderte im Januar 2025 der Staatsanwalt am Kreisgericht in Liberec dreieinhalb Jahre Haft gegen Půta. Im Februar 2025 wurde er teilweise schuldig gesprochen und zu einer Bewährungsstrafe verurteilt. Zudem wurde ihm eine Geldstrafe von 50.000 Kronen (2000 Euro) auferlegt. Půta legte Widerspruch ein.